# ŠK Hlohovec
ŠK Hlohovec, pełna nazwa Šachový klub Hlohovec – słowacki klub szachowy z siedzibą w Hlohovcu, mistrz kraju z 2004 roku.

## Historia
Klub powstał w 1993 roku. W 2000 roku, pod nazwą Slovakofarma, klub zadebiutował w Extralidze, uzyskując w inauguracyjnym sezonie czwarte miejsce. W sezonie 2001/2002 zespół zajął trzecie miejsce w mistrzostwach kraju, za Slovanem Bratysława i Hydiną Koszyce. W 2004 roku klub zdobył mistrzostwo Słowacji. Zawodnikami klubu byli wówczas m.in. Tomáš Likavský, Pavel Šimáček i Roman Chytilek. Również w 2004 roku nowym sponsorem tytularnym klubu została Zentiva. W sezonach 2005/2006 i 2006/2007 zespół zajmował trzecie miejsce w Extralidze. W 2010 roku klub wycofał się z rozgrywek Extraligi.